# Bijou Phillips
Bijou Lily Phillips (Greenwich (Connecticut), 1 april 1980) is een Amerikaans actrice en voormalig model.

## Biografie
Phillips is de dochter van John Phillips (The Mamas and the Papas) en de Zuid-Afrikaanse Geneviève Waïte. Ook is ze de halfzus van Mackenzie Phillips, Jeffrey Phillips en Chynna Phillips. Ze heeft een oudere broer, Tamerlane Phillips.
Ze heeft een heftige jeugd gehad en werd op jonge leeftijd al model. Ze stond op de cover van het Amerikaanse blad Interview toen ze pas 13 jaar oud was en was het jongste model ooit dat voor Vogue heeft geposeerd. Toen ze 15 jaar was, woonde ze al op zichzelf van haar eigen salaris en ging vaak feesten in New York.
Op 17-jarige leeftijd kreeg ze een contract bij Almos Records en mocht ze een single opnemen. Uiteindelijk maakte ze een album, dat ze I'd Rather Eat Glass noemde.
Vanaf 1999 begon ze in onafhankelijke films te spelen en werd beroemd door haar verschijning in de Playboy (April, 2000). Na haar rol in de populaire film Almost Famous, kreeg ze een hoofdrol in Larry Clarks Bully (2001). Ze speelt nog altijd in films.
Sinds 2011 is ze getrouwd met Danny Masterson (That '70s Show).

## Filmografie
- Hostel: Part II (2007)
- The Wizard of Gore (2007)
- Dark Streets (2007)
- You Are Here (2006)
- Zodiac (2006)
- The Reaper (2005)
- What We Do Is Secret (2006)
- Venom (2005)
- Havoc (2005)
- The Door in the Floor (2004)
- Octane (2003)
- Bully (2001)
- Tart (2001)
- Fast Sofa (2001)
- Almost Famous (2000)
- Black and White (1999)
- Sugar Town (1999)

- Bibsys: 5096716
- Biblioteca Nacional de España: XX1657158
- Bibliothèque nationale de France: cb144943529 (data)
- Gemeinsame Normdatei: 142905232
- International Standard Name Identifier: 0000 0001 0719 0140
- Library of Congress Control Number: n2003079543
- MusicBrainz: 01e972f8-c32f-4aa5-b3b1-f291424135cd
- Nationale Bibliotheek van Tsjechië: pna2006337922
- Nederlandse Thesaurus van Auteursnamen: 370680472
- Système universitaire de documentation: 161777848
- Virtual International Authority File: 85100708
- WorldCat: E39PBJm4R4HVcpkWrBfd7qgtKd